# Nunam Iqua
Nunam Iqua – miasto w Stanach Zjednoczonych, w stanie Alaska, w okręgu Wade Hampton.